# Santo Barracato
Pour les articles homonymes, voir Barracato.
 (janvier 2014).
Si vous disposez d'ouvrages ou d'articles de référence ou si vous connaissez des sites web de qualité traitant du thème abordé ici, merci de compléter l'article en donnant les références utiles à sa vérifiabilité et en les liant à la section « Notes et références ».
Santo Barracato, né le 16 avril 1963 en Sicile, est un auteur-compositeur-interprète italo-belge. Il est le frère de Frédéric François.

## Discographie

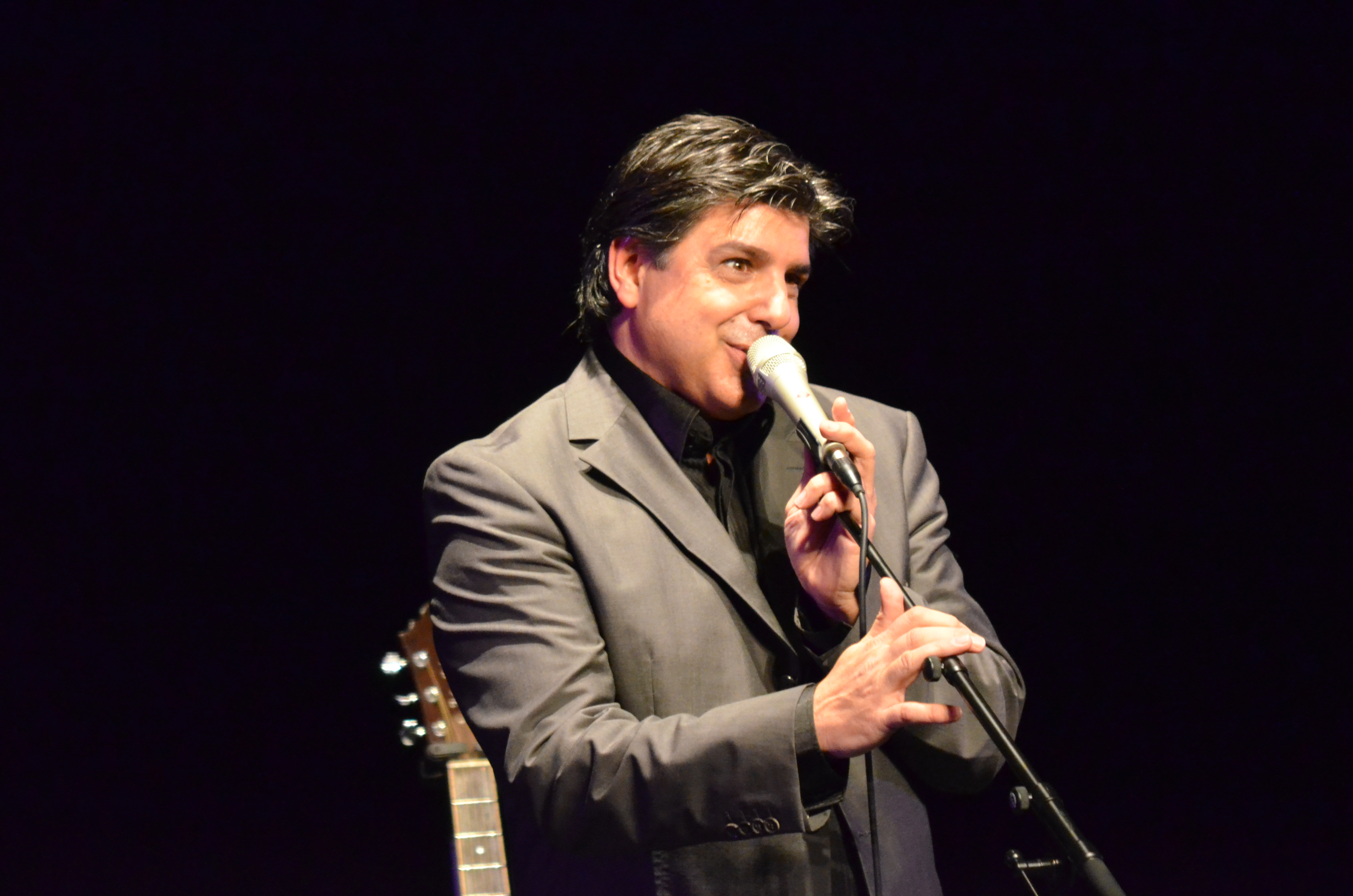

- Fais-moi l'amour - Paroles et musique Santo Barracato
- Je t'aime d'amour - Paroles et musique Santo Barracato
- Je sais - Paroles Lydie Claire - Musique Santo Barracato
- Camminando - Paroles Giusto Patuano - Musique Santo Barracato
- Mon idéal - Paroles et musique Santo Barracato
- J'essaierai d'oublier - Paroles Michel Lefebvre, Santo Barracato - Musique Santo Barracato
- Descends nous voir - Paroles David Siberstein - Musique Santo Barracato
- Que tu n'es plus là - Paroles David Siberstein - Musique Santo Barracato
- Mon ami, mon frère - Paroles et musique Santo Barracato
- Tant qu'y a d'l'amour - Paroles et musique Santo Barracato
- La mia musica - Paroles Giusto Patuano - Musique Santo Barracato